# Mycobacterium kansasii
Mycobactérium kansasii — вид грам-позитивних повільно зростаючих мікобактерій.
Вперше інформацію про цю групу бактерій опублікували в 1953 році американські науковці Балер (Buhler) та Поллак (Pollak) в Американському журналі клінічної патології (вони називали ці бактерії yellow bacilli — «жовті бацили»).
Входить до групи близькоспоріднених видів НТМБ (NTBC) (англ. Non Mycobacterium tuberculosis complex, нетуберкульозні мікобактерії), здатних спричинити мікобактеріози. Проявляється найчастіше ураженням дихальної системи людини із залученням верхніх часток і деструкцією легеневої тканини як при туберкульозі. В 1980-ті роки захворювання легенів, які спричинює даний вид мікобактерій, були найчастішими серед усіх НТМБ-інфекцій у США. Наразі число захворювань, які спричинюють ці збудники, значно зменшилася. Більшість штамів чутливі до рифампіцину, однак можуть проявляти стійкість до ізоніазиду, етамбутолу, стрептоміцину.
Згідно таблиці Davidson'а роль Mycobacterium kansasii у захворюваності мікобактеріозом людини оцінюється в 6 балів за 10-бальною шкалою.